# Arge dimidiata
Arge dimidiata är en stekelart som först beskrevs av Carl Fredrik Fallén 1808.  Arge dimidiata ingår i släktet Arge, och familjen borsthornsteklar. Arten är reproducerande i Sverige.